# Lithacodia strigilis
Lithacodia strigilis är en fjärilsart som beskrevs av Schäff. 1769. Lithacodia strigilis ingår i släktet Lithacodia och familjen nattflyn. Inga underarter finns listade i Catalogue of Life.